# ناوشکن کلاس یوگومو
ناوشکن کلاس یوگومو (به انگلیسی: Yūgumo-class destroyer) یک کلاس از کشتی است که طول آن ۱۱۹٫۰۳ متر (۳۹۰ فوت ۶ اینچ) می‌باشد.